# برنارد باروک
برنارد مانس باروک (به انگلیسی: Bernard Mannes Baruch) (bəˈru:k;‏ ۱۹ اوت ۱۸۷۰ – ۲۰ ژوئن ۱۹۶۵) از سیاست‌مداران برتر آمریکا بود که برای اولین بار از واژه جنگ سرد استفاده کرد.
او همچنین سرمایه گذار بود. و تجربه های بسیار موفقی در بورس داشت. گفته میشود ثروت او از همین راه به دست آمده.
به نقل از وارن بافت وقتی از وی درباره چگونه پولدار شدنش میپرسیدند با یک پوزخند همواره یک جواب میداده:
«من همیشه زود میفروختم»